# 강원특별자치도의 고등학교 목록
다음 목록은 강원특별자치도에 있는 고등학교 목록이다.

## 가
가곡고등학교 ·  간동고등학교 ·  갑천고등학교 ·  강릉고등학교 ·  강릉명륜고등학교 ·  강릉문성고등학교 ·  강릉여자고등학교 ·  강릉정보공업고등학교 ·  강릉제일고등학교 ·  강릉중앙고등학교 ·  강원고등학교 ·  강원과학고등학교 ·  강원대학교 사범대학 부설고등학교 ·  강원생명과학고등학교 ·  강원생활과학고등학교 ·  강원애니고등학교 ·  강원예술고등학교 ·  강원외국어고등학교 ·  강원체육고등학교 ·  강일여자고등학교 ·  거진고등학교 ·  경포고등학교 ·  고성고등학교 ·  고한고등학교 ·  기린고등학교 ·  김화고등학교 ·  김화공업고등학교

## 나
내면고등학교

## 다
대성고등학교 ·  대진고등학교 ·  대화고등학교 ·  도계고등학교 ·  도계전산정보고등학교 ·  동광산업과학고등학교 ·  동해광희고등학교 ·  동해삼육고등학교 ·  동해상업고등학교 ·  둔내고등학교

## 마
마차고등학교 ·  묵호고등학교 ·  문막고등학교 ·  미래고등학교 ·  민족사관고등학교 문성고등학교

## 바
봉의고등학교 ·  봉평고등학교 ·  북원여자고등학교 ·  북평고등학교 ·  북평여자고등학교

## 사
사내고등학교 ·  사북고등학교 ·  삼일고등학교 ·  삼척고등학교 ·  삼척여자고등학교 ·  상동고등학교 ·  상지대관령고등학교 ·  상지여자고등학교 ·  서석고등학교 ·  석정여자고등학교 ·  설악고등학교 ·  섬강고등학교 ·  성수고등학교 ·  성수여자고등학교 ·  속초고등학교 ·  속초여자고등학교 ·  신남고등학교 ·  신철원고등학교 · 

## 아
안흥고등학교 ·  양구고등학교 ·  양구여자고등학교 ·  양양고등학교 ·  여량고등학교 ·  영서고등학교 ·  영월고등학교 ·  원덕고등학교 ·  원주고등학교 ·  원주금융회계고등학교 ·  원주삼육고등학교 ·  원주여자고등학교 ·  원주의료고등학교 ·  원통고등학교 ·  유봉여자고등학교 ·  육민관고등학교 ·  인제고등학교 ·  임계고등학교

## 자
장성여자고등학교 ·  전인고등학교 ·  정선고등학교 ·  정선정보공업고등학교 ·  주문진고등학교 ·  주천고등학교 · 진광고등학교 ·  진부고등학교

## 차
철암고등학교 ·  철원고등학교 ·  철원여자고등학교 ·  춘천고등학교 ·  춘천기계공업고등학교 ·  춘천여자고등학교 ·  춘천한샘고등학교 ·  치악고등학교

## 파
팔렬고등학교 ·  평창고등학교

## 하
하장고등학교 ·  한국소방마이스터고등학교 ·  한국에너지마이스터고등학교 ·  한국항공고등학교 ·  함백고등학교 ·  현천고등학교 ·  홍천고등학교 ·  홍천농업고등학교 ·  홍천여자고등학교 ·  화천고등학교 ·  화천정보산업고등학교 ·  황지고등학교 ·  황지정보산업고등학교 ·  횡성고등학교 ·  횡성여자고등학교